# 페루 문학
다음은 페루 문학에 관한 설명이다.
이 나라에서는 에스파냐 사람에 의한 정복이 있기 이전부터 케츄아어(語) 문학이 있었다. 희곡 <오잔타이>는 에스파냐어로 번역되어 있다. 정복기에는 연대기 작가가 배출된다. 그러나 본격적인 문학은 식민지 종식 후 낭만주의에 의해 시작된다. 낭만파 시인으로 출발, 후에 페루의 역사에서 취재(取材)한 방대한 <페루의 전설집(傳說集)>을 쓴 리카르도 팔마(1833-1919)는 라틴 아메리카 문학에 있어서 특이한 위치를 차지하고 있다. ‘근대파’의 시에는 호세 산토스 초카노(1875-1934)가 있다. 그는 남미(南美)의 자연에 대한 깊은 애정과 주민의 영혼을 노래하였으며, 식민주의에 저항하는 낭만적 투사로서 작품에 <거룩한 분노><아메리카의 혼> 등의 시집이 있다.
현대시(現代詩)로는 근대파로부터 탈각하여 전위시(前衛詩)로 나아갔으며, 에스파냐 내란으로 계시를 받아 사회시인으로 전향한 세자르 바예호(1895-1938)가 절묘한 공상력과 대담한 형식을 구사하여 <검은 사자(使者)>와 <인간의 시(詩)>를 썼다. 현대소설로는 시로 알레그리아(1909-1967)가 안데스에 사는 원주민의 고민을 호소하는 사회소설 <세계는 넓고 멀다>를 발표해 널리 그 명성을 국내외에 떨치고 있다.

## 같이 보기
- 라틴아메리카 문학